# Centre de Medicina Regenerativa de Barcelona
El Centre de Medicina Regenerativa de Barcelona (CMRB) és un centre d'investigació científica en medicina regenerativa i cèl·lules mare que es va crear el 2004 a través d'un conveni de col·laboracio científica entre el Departament de Salut de la Generalitat de Catalunya i l'Institut de Salut Carlos III (ISCIII) del Ministeri de Sanitat i Consum. S'hi estudien els mecanismes genètics i cel·lulars del desenvolupament embrionari i de l'autorenovació i diferenciació de les cèl·lules mare. L'objectiu és entendre com la capacitat de les cèl·lules així com dels diversos models animals capaços de regenerar els seus òrgans, poden ser la base per a futures teràpies de regeneració.
El CMRB el formen un equip de científics provinents d'arreu del món i està ubicat a l'Hospitalet de Llobregat (Barcelona), dins l'entorn del Campus Bellvitge, on s'agrupen diversos centres d'investigació capdavanters en recerca biomèdica.
Dins del CMRB s'hi troba integrat com una unitat funcional, el Banc de Línies Cel·lulars de Barcelona (BLCB). El BLCB treballa en la derivació, manteniment, caracterització i preservació de cèl·lules mare pluripotents (embrionàries i induïdes o iPSC) amb la finalitat de desenvolupar activitats de recerca en l'àrea de la medicina regenerativa. Infraestructuralment el banc es compon de laboratoris de cultiu cel·lular, caracterització i criobiologia.
Des del gener de 2014 el director del centre és el professor d'investigació ICREA Ángel Raya, substituint al Dr. Juan Carlos Izpisúa.